# ユルゲン・メレマン

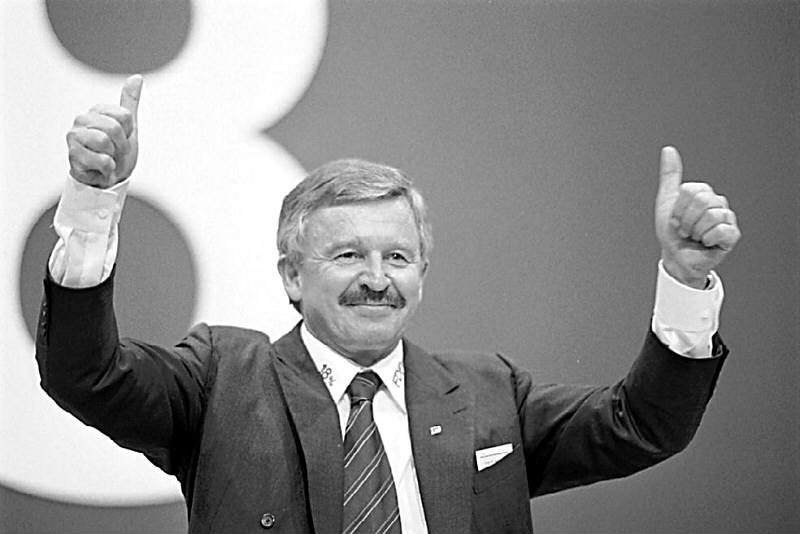
ユルゲン・メレマン（2002年）

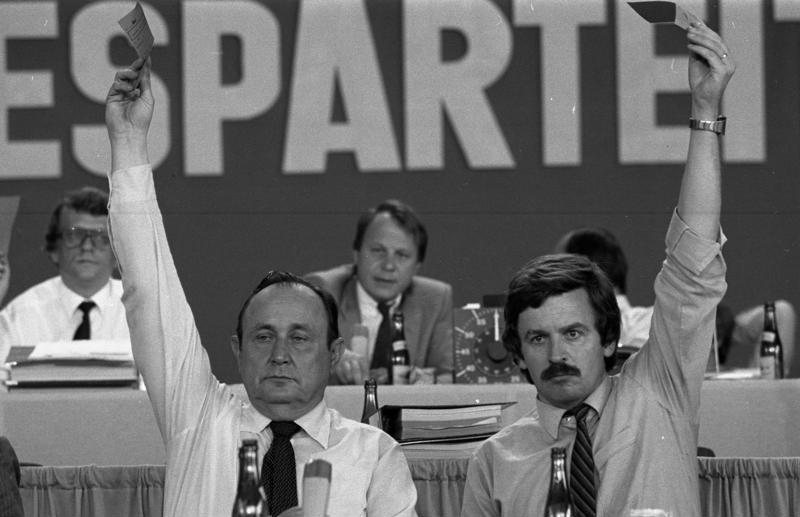
臨時党大会でのゲンシャー（左）とメレマン（右）（1980年、フライブルク）

ユルゲン・ヴィルヘルム・メレマン（Jürgen Wilhelm Möllemann、1945年7月15日 – 2003年6月5日）は、ドイツ（再統一前は西ドイツ）の政治家。ヘルムート・コール内閣で教育科学相、経済相、副首相を歴任した。

## 経歴

### 副首相
アウクスブルク出身。ライン河下流のノルトライン＝ヴェストファーレン州アッペルドルン（現カルカー市と合併）で育つ。1965年アビトゥア（大学入学資格）を取得。兵役でドイツ連邦軍に入営し、空挺部隊に所属、予備役士官になる。兵役を終えた後、1966年ミュンスター教育大学でドイツ文学、歴史学、スポーツ学を学ぶ。1971年に小学校及び中学校の教員資格を取得。1978年にフリック・コンツェルンに勤務。1993年からは自らの貿易コンサルタント会社を経営している。
これに先立ち、1962年にキリスト教民主同盟（CDU）に入党していたが、1969年離党。翌1970年自由民主党（FDP）に入党する。1972年ドイツ連邦議会選挙に地元ノルトライン＝ヴェストファーレン州で出馬して初当選し、2000年まで議席を維持。1975年に党の同州代表委員の一員となる。1981年、FDP連邦幹事会入り。1982年には州の党副代表、翌1983年には州代表に就任。
1982年10月、連邦政府でのCDU・FDP連立によるヘルムート・コール政権の成立に伴い、FDPの先輩にあたるハンス・ディートリヒ・ゲンシャー外相により外務政務次官に任命される。1987年の連邦議会選挙後、第3次コール政権に教育・研究相として初入閣。続く1990年の連邦議会選挙後に第4次コール政権に経済相として入閣。1992年にゲンシャーが引退すると、その後任として5月18日に連邦副首相に任命された。しかし義理の兄弟のビジネスに経済省の公式封筒や便箋を使わせたとして職権濫用の責めを受け、1993年1月21日に副首相と経済相を辞職した。副首相の地位は同じFDPのクラウス・キンケル外相が引き継いだ。

### 転落、復活、転落
同じく1993年、入党わずか2年のキンケルがFDP党首に就任すると、党の古参としてキンケルを公然と批判した。しかし党内に同調者が少なく、翌1994年には州の党幹事会が全員辞任してメレマンに辞任を促し、やむを得ず党の州代表を辞任した。しかしそのキンケルも党勢後退の責めを負って翌年党首を退いたため、1996年に州代表に復帰。2000年の州議会選挙では、自身も出馬した彼の選挙戦指揮の下、議席ゼロ状態から得票率9.8％の好成績で議席を回復する成功を収め、高く評価された。この功により2001年5月にはFDP副党首に就任。

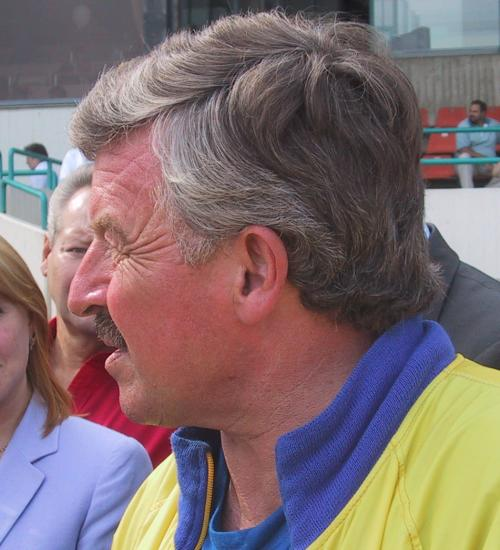
ユルゲン・メレマン（2002年の総選挙時）

その頃イスラエルとパレスチナの紛争が激化して世間の関心が高くなっており、パレスチナへの同情が強いことを見てとったメレマンは、2002年の連邦議会選挙を前にして、イスラエルを非難しドイツ外交を軌道修正させるキャンペーンを張った。自爆テロを行うパレスチナ人への理解を表明するのみならず、「イスラエルはパレスチナ人に対する殲滅戦を行っている。シオニズムのロビイストが正当な議論を封じている」と発言して緑の党を追われたジャマル・カルスリを党に迎え入れる。メレマンはさらに、選挙戦中にイスラエル首相アリエル・シャロンらを批判するリーフレットを配布した。ホロコーストの過去を背負うドイツにとってきわめて微妙な問題での、彼のこうしたナイーブな姿勢は、反セム主義的であるとしてメディアや各党に激しく批判された。この選挙でメレマン自身は連邦議会への復帰を果たしたが、マスコミ受けを狙った派手な選挙活動の割にFDPの票は伸びず、責任を取って副党首を辞任した。

### 墜落
党内でもメレマンの「反セム主義」についての論争が激化して党が割れんばかりになったが、結局党は「メレマンが配ったリーフレットは党の公式見解ではない」と火消しに躍起になった。選挙後になって、選挙戦中にメレマンが配布させたイスラエルを批判するリーフレットが不正な資金で作成されたことが発覚。メレマンに同調する者はほとんどいなくなった。2003年に入ると党はメレマンに対して圧力をかけ除名さえもちらつかせたので、除名という事態を避けたいメレマンは3月に33年間属した党を自ら離党した。
メレマンは落下傘兵として過ごした兵役以来、パラシュート降下を趣味としており、ミュンスター市のクラブ会長もしていた。2003年6月5日、彼はいつものように飛行場に赴き、降下のため飛行機に乗る。いつもは降下中に仲間たちと手をつないで星型のフォーメーションを作るので、仲間たちがそのことを確認すると、彼は「今日は一人で星を作る」と断った。飛行機から飛び降りた彼からやがてパラシュートが外れ、緊急用の予備パラシュートもなぜか開かず、彼は地面に叩きつけられて全身を強く打ち即死した。事故と自殺の両面で捜査されたが、あまりに異様な死に方に謀殺説さえ囁かれた。同年7月9日の検察の発表では、彼の死が「外部者の工作によるものではない」と結論付けられたものの、事故か自殺かは結局明らかにされなかった。2007年には死の直前の彼を撮影したアマチュアカメラマンによるビデオがマスコミに公開されたが、新事実は出てこなかった。
一方彼の死の30分前、連邦議会は彼の議員不逮捕特権を停止する決定を下していた。のちに明らかにされたことだが、彼の経営する会社にはリヒテンシュタインやモナコでのマネーロンダリングを利用した脱税、そして中東（アラブ）諸国との不正な武器取引の疑惑がかけられており、司直の手が伸びようとしていたのである。彼の死により刑事裁判は中止され、のちに彼の会社は倒産した。
私生活では、ミュンスター市議会議員を務めるカローラ夫人との間に二女を、前妻との間に一女をもうけた。政治経歴以外には、1981年から断続的にドイツ・アラブ協会の会長を、また1998年からはサッカークラブ・シャルケ04の監査役を務めていた。